# Emil Slomann
Emil Slomann (24. juli 1855 i København (Frue Sogn)–26. maj 1904 i Middelfart) var skolemand og leder af Slomanns Skole i København.
Emil Slomann var søn af grosserer Sally Wulf Slomann (1809-1878) og Rosalie Johanne Christiane Heilbuth (1820-1894). Han blev gift første gang 20. juli 1883 på Frederiksberg med Thora Lucia Ovidia Klingenberg (1862-1924) med hvem han fik børnene Emil (1884-1917), Vilhelm (født 1885), Elisabeth (født 1887) og Knud (født 1889). De blev skilt i 1895, og Emil Slomann blev gift anden gang 29. maj 1901 på Frederiksberg med Theodora Frederikke Ida Rasmussen (1859-1935), der var skilt fra kunstmaleren Hans Nikolaj Hansen (1853-1923).
Slomann blev student i 1872 fra Det von Westenske Institut og studerede en tid ægyptisk. Stærkt påvirket af Georg Brandes kastede han sig derefter ud i friere humanistiske studier af historie, litteratur og sprog. Han tilhørte en snæver kreds af unge, hvortil bl.a. hørte Niels Neergaard (1854-1936), Julius Hoffory (1855-1897) og Kristian Bahnson (1855-1897). Samtidig med studierne underviste han privat og på skoler, således i Hauchs Skole 1874-1878 og efter en studierejse i Italien 1879-1880 igen 1880-1882. De følgende tre år var han lærer ved Vejle Latin- og Realskole. Han deltog i byens offentlige liv, fik oprettet undervisning for arbejdere, fik indrettet et svendeherberg og blev medlem af Venstrevælgerforeningens bestyrelse. Denne sociale og politiske virksomhed syntes en del vejleborgere ikke om, og den gav anledning til, at han forlod skolen. I skolens årsskrift 1884-85 takker rektor Krarup Emil Slomann for »hans udprægede Interesse for Skolegerningen og skarpe pædagogiske Blik. Disciplene vil ikke glemme hans ualmindelig vækkende Undervisning og venlige Imødekommenhed«. 
Efter sommerferien 1885 grundlagde Slomann en skole på Nørrebro i København sammen med dr.phil. Frederik Winkel-Horn, som dog trak sig tilbage allerede året efter. Allerede fra begyndelsen havde skolen det nye fag sløjd på fagplanen med 12-14 ugentlige timer, der blev varetaget af den senere sløjdskoleforstander Aksel Mikkelsen, der imidlertid efter grundlæggelsen af Dansk Sløjdlærerskole overgav sine timer til Frederik Galatius (1855-1920). Slomann støttede sløjdsagen og var en hyppig gæst på Mikkelsens sløjdskole på Værnedamsvej.
Efter sommerferien 1889 indviedes skolens nye bygning Jakob Dannefærds Vej 3, Frederiksberg. Skolen hed nu Slomanns Latin- og Realskole. Slomanns undervisning og ledelse af skolen prægedes af de samme egenskaber, som rektor Krarup havde fremhævet hos ham: Nænsomhed og kærlighed til det behandlede stof, intensitet og tankeklarhed og human samfølelse med eleverne. Han ønskede vel intet eksamenspiskeri, men fordrede dog, at alt det faktiske i et pensum skulle læres. Det opdragelsesideal, han satte sig, og de fremragende lærere, han knyttede til sin skole, gav den på mange måder et mere moderne tilsnit end de fleste højere skoler i samtiden.
Slomann tog ivrigt del i drøftelse af tidens skolespørgsmål. Således holdt han i 1892 i Det Pædagogiske Selskab et foredrag, der er udgivet under titlen »Den private Latinskole, dens Stilling og dens Fremtid«. Han indledte her drøftelsen af skolernes økonomiske forhold, som ni år senere ordnedes ved oprettelsen af De forenede Skoler. Skønt præget af sin ungdoms studium af den klassiske oldtid, og skønt han gav skolens segl et latinsk motto, »Et quid volo, nisi ut ardeat« (Direkte: Og hvad jeg vil, er kun, at det brænder; dvs. brænder for en hjertenssag), var han dog med til at arbejde for gennemførelse af den reform af den højere skole, der betegnes ved almenskoleloven af 1903, der begrænsede de klassiske sprogs (oldgræsk og latin) plads i skolen.
Slomann var medlem af Frederiksberg skolekommission 1896-1902, de fire sidste år som formand. I 1902 trak han sig på grund af sygdom tilbage fra sin skole. Han døde i 1904 og blev begravet på Assistens Kirkegård i København.
Slomann har udgivet en læsebog, nogle historiske skrifter og flere vægtige tidsskriftsartikler, hvoraf kan nævnes »Sløjden i Skolen« (1886 i »Vor Ungdom«).